# Alexander Gennadjewitsch Schischkin

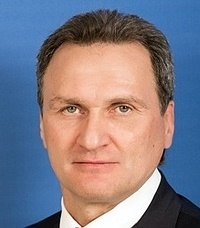
Alexander Gennadjewitsch Schischkin

Alexander Gennadjewitsch Schischkin (russisch Александр Геннадьевич Шишкин; * 4. Mai 1960 in Ossinniki, Oblast Kemerowo, RSFSR, UdSSR) ist ein russischer Geschäftsmann und Politiker.

## Leben
Schischkin studierte „Ingenieurwesen und Technik“ an der Technologischen Hochschule für Lebensmittelindustrie Kemerowo und absolvierte diese im Jahr 1996.
Schischkin arbeitete als Vizepräsident der Holdinggesellschaft „Russkij Ugol“ (Русский Уголь, Russische Kohle) und von 2007 bis 2010 als Vorstandsvorsitzender des Unternehmens „Amurmetall“. Darüber hinaus war er Abgeordneter der Region Chabarowsk (2005–2007) und Präsident des Hockeyclubs „Amur“ (2005–2009).
Bei der Parlamentswahl in Russland 2007 wurde Schischkin zum Duma-Abgeordneten gewählt. Fünf Jahre später wiederholte er diesen Erfolg.
Von 2013 bis 2018 war er Mitglied des Föderationsrates von Russland.